# ثامسطيوس
ثامسطيوس (317 - 390 م) هو فيلسوف وشارح لأرسطو وخطيب.
وقد ذكر ابن تيمية أن أشهر أتباع أرسطو من الأولين هم: بُرقلس والإسكندر الأفروديسي وثامسطيوس.

## المصدر
1. ↑  أرسطو والشروح على كتبه : تاريخ وشواهد - محمد جلوب الفرحان نسخة محفوظة 22 أبريل 2016 على موقع واي باك مشين.
2. ↑  بدوي، عبد الرحمن (1984). موسوعة الفلسفة - الجزء الثالث (ط. الأولى). بيروت: المؤسسة العربية للدراسات والنشر. ص. 82.
3. ↑  ابن تيمية (1426 هـ / 2005 م). الرد على المنطقيين (ط. الأولى). تحقيق عبد الصمد شرف الدين الكبتي - بيروت: مؤسسة الريان. ص. 381-382. مؤرشف من الأصل في 2020-01-24. {{استشهاد بكتاب}}: تحقق من التاريخ في: |سنة= (مساعدة)